# Blanca (Słowenia)
Blanca – wieś w Słowenii, w gminie Sevnica. W 2018 roku liczyła 241 mieszkańców.